# NGC 523
NGC 523 je galaksija u zviježđu Andromeda.

## Vanjske poveznice
- SEDS: NGC 0523